# Ristella
Ristella es un género de lagartos perteneciente a la familia Scincidae. Son endémicos de la India.

## Especies
Según The Reptile Database:
- Ristella beddomii Boulenger, 1887
- Ristella guentheri Boulenger, 1887
- Ristella rurkii Gray, 1839
- Ristella travancorica (Beddome, 1870)